# The Light in Guinevere's Garden
The Light in Guinevere's Garden é o álbum de estreia da banda East West, lançado em 14 de Agosto de 2001.
O álbum venceu um Dove Awards, na categoria "Hard Music Album of the Year" em 2002.

## Faixas
Todas as faixas por East West.
1. "Wake" - 3:12
2. "Song-X" - 2:41
3. "Nephesh" - 2:55
4. "Closure" - 3:37
5. "Disturbed" - 4:05
6. "Pictures" - 2:52
7. "Ded" - 2:08
8. "She Cries" - 5:34
9. "Superstar" - 3:32
10. "Breathe" - 2:47
11. "Let You Go" - 3:59